# 1853 in Zwitserland

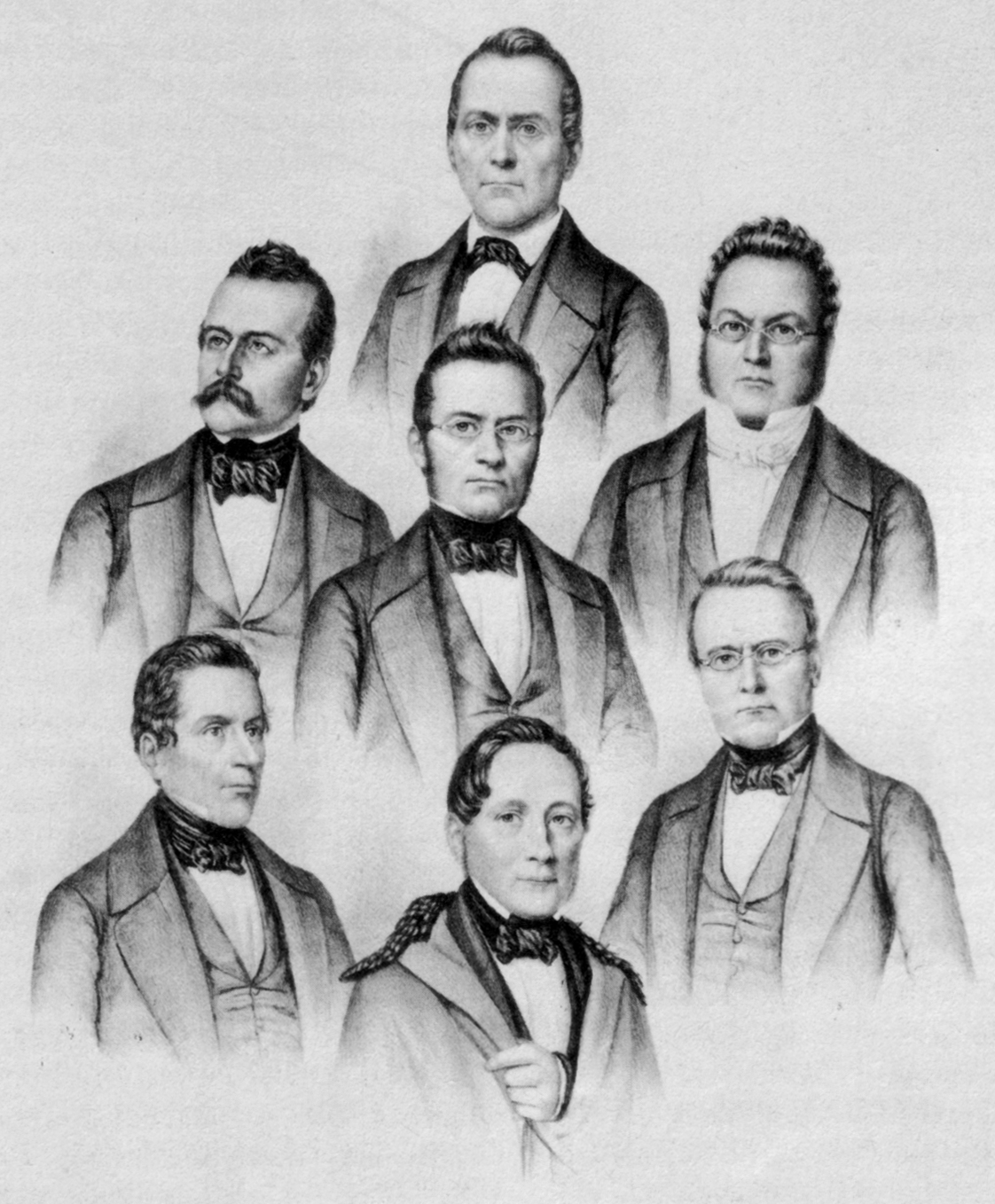
De Bondsraad van 1853.

Dit artikel beschrijft het verloop van 1853 in Zwitserland.

## Ambtsbekleders
De Bondsraad was in 1853 samengesteld als volgt:
| Naam | Naam                   | Partij    | Kanton       | Functie                                                                    |
| ---- | ---------------------- | --------- | ------------ | -------------------------------------------------------------------------- |
|      | Wilhelm Matthias Naeff | radicalen | Sankt Gallen | Bondspresident in 1853; hoofd van het Departement van Politieke Zaken      |
|      | Friedrich Frey-Herosé  | radicalen | Aargau       | Vicebondspresident in 1853; hoofd van het Departement van Handel en Douane |
|      | Daniel-Henri Druey     | radicalen | Vaud         | Hoofd van het Departement van Financiën                                    |
|      | Stefano Franscini      | radicalen | Ticino       | Hoofd van het Departement van Binnenlandse Zaken                           |
|      | Jonas Furrer           | radicalen | Zürich       | Hoofd van het Departement van Justitie en Politie                          |
|      | Martin Josef Munzinger | radicalen | Solothurn    | Hoofd van het Departement van Posterijen en Constructie                    |
|      | Ulrich Ochsenbein      | radicalen | Bern         | Hoofd van het Departement van Militaire Zaken                              |

De Bondsvergadering werd voorgezeten door:
| Naam | Naam                         | Partij    | Kanton       | Functie                                                |
| ---- | ---------------------------- | --------- | ------------ | ------------------------------------------------------ |
|      | Johann Matthias Hungerbühler | radicalen | Sankt Gallen | Voorzitter van de Nationale Raad (tot 4 februari 1853) |
|      | Giovanni Battista Pioda      | radicalen | Ticino       | Voorzitter van de Nationale Raad (vanaf 4 juli 1853)   |
|      | François Briatte             | radicalen | Vaud         | Voorzitter van de Kantonsraad (tot 4 februari 1853)    |
|      | Johann Jakob Blumer          | radicalen | Glarus       | Voorzitter van de Kantonsraad (vanaf 4 juli 1853)      |

## Gebeurtenissen

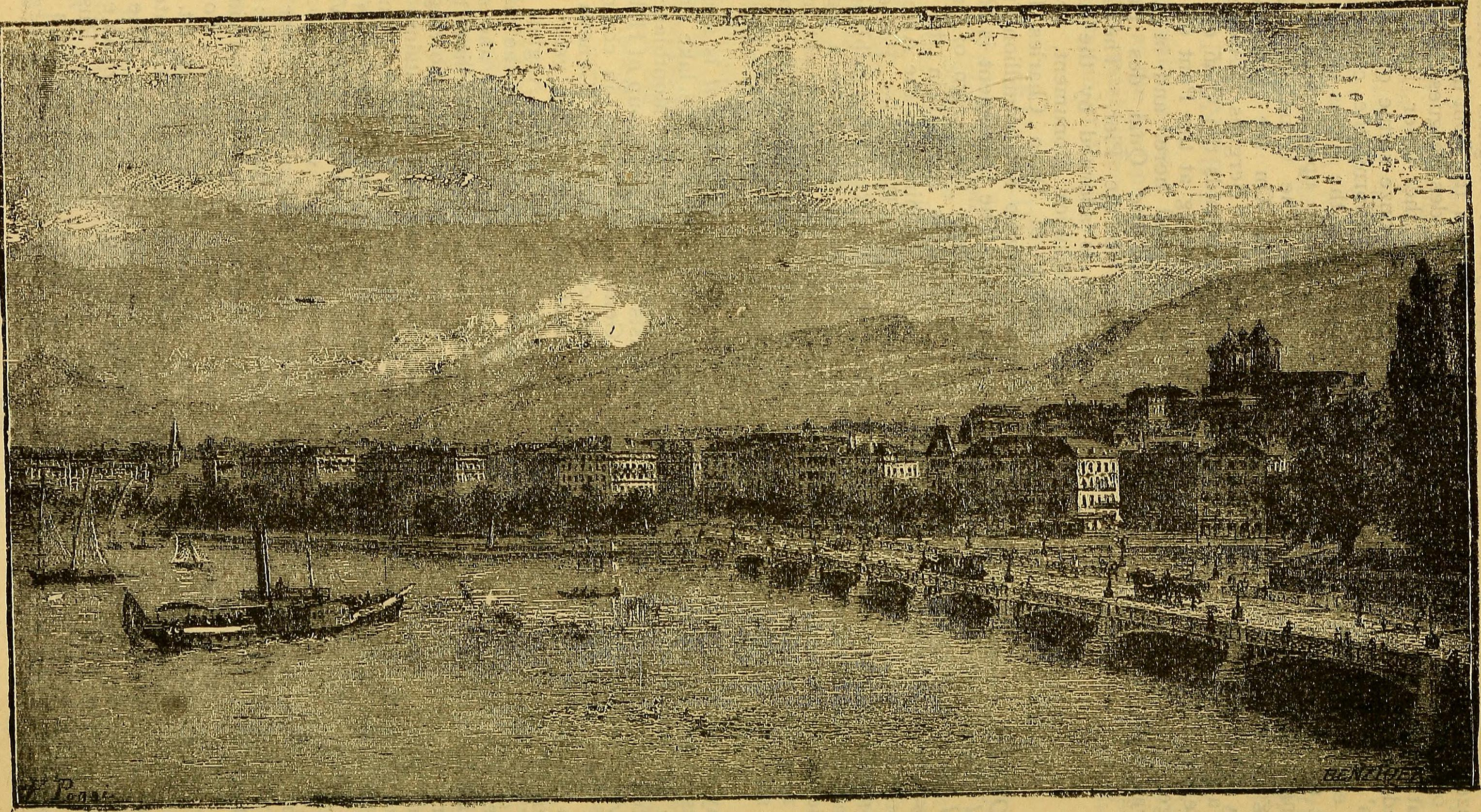
Zicht op Genève in 1853.

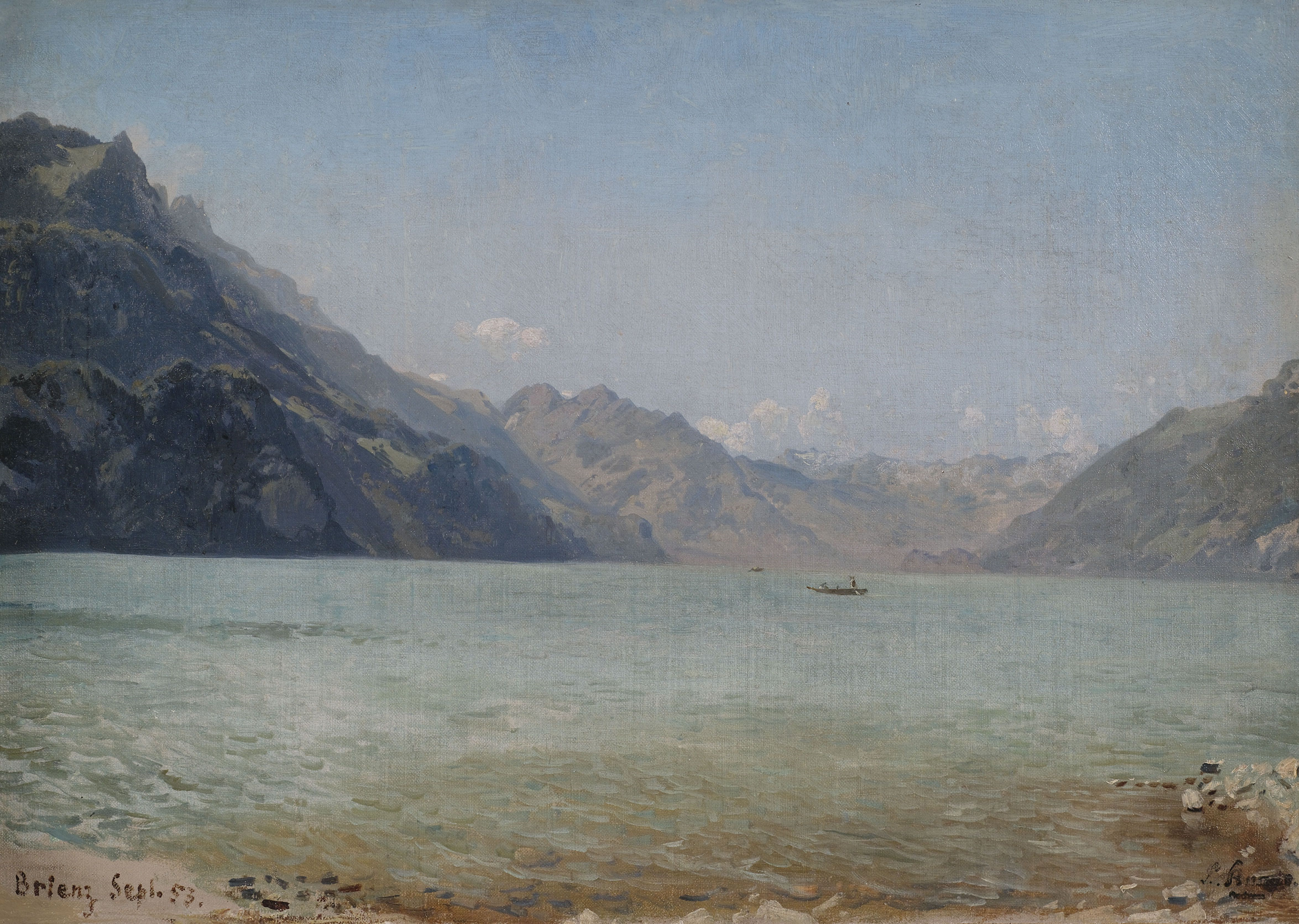
Am Brienzer See, schilderij van Ludwig Knaus uit september 1853.

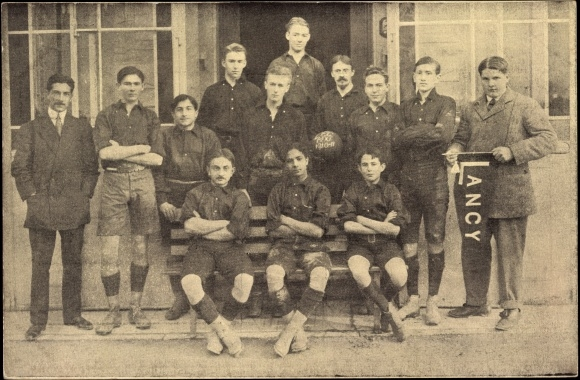
Het voetbalteam van Lancy (kanton Genève) in 1853.

- In Le Locle (kanton Neuchâtel) richten Charles-Félicien Tissot en zijn zoon Charles-Émile Tissot het horlogemerk Tissot op.
- Zwitserland gaat diplomatieke betrekkingen aan met de Verenigde Staten. De eerste Amerikaanse ambassade in Zwitserland wordt geopend in Bazel.
- De Frans-Zwitserse geoloog Emmanuel-Louis Gruner ontdekt het gruneriet.

### Februari
- 4 februari: In Bazel richten Johann Jakob Speiser, Achilles Bischoff, en Karl Geigy de Schweizerische Centralbahn (SCB) op. Hun spoorwegmaatschappij zou in 1902 opgaan in de Zwitserse federale spoorwegen (SBB/CFF/FFS).

### April
- 22 april: Er breekt opstand uit op het platteland van het kanton Fribourg. Nicolas Carrard, een van de kopstukken van de opstand, komt bij een schietpartij om het leven.

### Juni
- 30 juni: Uit een fusie van de Schweizerische Nordbahn (SNB) met de Bodensee- und Rheinfallbahnen van Alfred Escher ontstaat de Schweizerische Nordostbahn. Ook deze spoorwegmaatschappij zou in 1902 opgaan in de Zwitserse federale spoorwegen (SBB/CFF/FFS).

### November
- 7 november: In Lausanne (kanton Vaud) wordt de Hogeschool voor de Industrie, de Openbare Werken en de Burgerlijke Bouwkunde (École spéciale pour l'industrie, les travaux publics et les constructions civiles) opgericht, de voorloper van de Technische Universiteit van Lausanne.

## Geboren
- 3 januari: Robert Caze, Frans-Zwitsers schrijver (overl. 1886)
- 10 maart: Luigi Rossi, schilder (overl. 1923)
- 14 maart: Ferdinand Hodler, schilder (overl. 1918)
- 18 maart: Emilie Kempin-Spyri, eerste Zwitserse juriste en feministe (overl. 1901)
- 9 april: Julie Studer-Steinhäuslein, feministe (overl. 1924)
- 20 augustus: Adelheid Page-Schwerzmann, tuberculosebestrijdster (overl. 1925)
- 14 september: Marc-Émile Ruchet, politicus en lid van de Bondsraad (overl. 1912)
- 11 december: Jacob Wackernagel, taalkundige (overl. 1938)
- 28 september: Christian Klucker, berggids (overl. 1928)

## Overleden
- 26 januari: Johann Dössekel, jurist en politicus (geb. 1789)
- 11 juni: Jules Repond, onderwijzer, schrijver, journalist, politicus, militair en commandant van de Zwitserse Garde (overl. 1933)
- 25 juni: Regula Engel-Egli, schrijfster (geb. 1761)
- 15 september: Théophile Voirol, in Zwitserland geboren Frans generaal (geb. 1781)
- 28 november: Hans Bendel, schilder (geb. 1814)

1848
· 1849
· 1850
· 1851
· 1852
· 1853
· 1854
· 1855
· 1856
· 1857
· 1858
· 1859
· 1860
· 1861
· 1862
· 1863
· 1864
· 1865
· 1866
· 1867
· 1868
· 1869
· 1870
· 1871
· 1872
· 1873
· 1874
· 1875
· 1876
· 1877
· 1878
· 1879
· 1880
· 1881
· 1882
· 1883
· 1884
· 1885
· 1886
· 1887
· 1888
· 1889
· 1890
· 1891
· 1892
· 1893
· 1894
· 1895
· 1896
· 1897
· 1898
· 1899
· 1900
· 1901
· 1902
· 1903
· 1904
· 1905
· 1906
· 1907
· 1908
· 1909
· 1910
· 1911
· 1912
· 1913
· 1914
· 1915
· 1916
· 1917
· 1918
· 1919
· 1920
· 1921
· 1922
· 1923
· 1924
· 1925
· 1926
· 1927
· 1928
· 1929
· 1930
· 1931
· 1932
· 1933
· 1934
· 1935
· 1936
· 1937
· 1938
· 1939
· 1940
· 1941
· 1942
· 1943
· 1944
· 1945
· 1946
· 1947
· 1948
· 1949
· 1950
· 1951
· 1952
· 1953
· 1954
· 1955
· 1956
· 1957
· 1958
· 1959
· 1960
· 1961
· 1962
· 1963
· 1964
· 1965
· 1966
· 1967
· 1968
· 1969
· 1970
· 1971
· 1972
· 1973
· 1974
· 1975
· 1976
· 1977
· 1978
· 1979
· 1980
· 1981
· 1982
· 1983
· 1984
· 1985
· 1986
· 1987
· 1988
· 1989
· 1990
· 1991
· 1992
· 1993
· 1994
· 1995
· 1996
· 1997
· 1998
· 1999
· 2000
· 2001
· 2002
· 2003
· 2004
· 2005
· 2006
· 2007
· 2008
· 2009
· 2010
· 2011
· 2012
· 2013
· 2014
· 2015
· 2016
· 2017
· 2018
· 2019
· 2020
· 2021
· 2022
· 2023